# Lemoynite
La lemoynite è un silicato idrato di zirconio e sodio. Deve il suo nome a Charles Lemoyne (1625-1685) pioniere canadese. Si ritrova nelle pegmatiti alcaline del massiccio di St. Hilaire nel sud-est del Québec. Risultato di alterazioni idrotermali su pegmatiti alcaline (sieniti, sodalite e nefelina del gruppo del monte St. Hilaire). La Lemoynite si associa a catapleiite, elpidite e lo zircone caratteristici della fase idrotermale.

## Abito cristallino
Prismatico.

## Forma in cui si presenta in natura
Si presenta sotto forma di sferuliti bianco-giallastre di 5mm di diametro all'interno di druse.